# Phil Mills
Phil Mills, né le 30 août 1963,  est un copilote de rallye britannique.
Vainqueur de 13 rallyes en mondial, il est le champion du monde des copilotes 2003, associé au norvégien Petter Solberg.

## Carrière
Il fut remarqué par ce dernier après l’obtention de son titre national en 1998, pour concourir ensemble régulièrement en WRC à compter de 1999.
Auparavant, il avait disputé 8 rallyes du championnat mondial avec son compatriote Mark Higgins, obtenant une quatrième place au RAC rally en 1996, ainsi que deux seconde places au rallye Manx britannique,en 1996 (manche européenne ERC) et 1997 (BRC). Il a également été ensuite le copilote d'Armin Schwarz en 1997 au Tour de Corse, terminant neuvième de l'épreuve.
De 1999 à 2010, la paire Solberg-Mills a disputé sans discontinuer 182 manches du WRC (13 victoires, 52 podiums, et 451 épreuves spéciales remportées).

## Palmarès

### Titres
| Saison | Titre                                           | Voiture                 |
| ------ | ----------------------------------------------- | ----------------------- |
| 1997   | Champion d'Angleterre des rallyes               | Nissan Sunny GTi        |
| 2003   | Champion du monde des copilotes de rallyes      | Subaru Impreza WRC 2003 |
| 2002   | Vice-Champion du monde des copilotes de rallyes | Subaru Impreza WRC 2002 |
| 2004   | Vice-Champion du monde des copilotes de rallyes | Subaru Impreza WRC 2004 |
| 2005   | Vice-Champion du monde des copilotes de rallyes | Subaru Impreza WRC 2005 |

### Victoires en rallye

#### Victoires en championnat du monde des rallyes
| #  | Saison | Rallye                         | Pays             | Voiture                 |
| -- | ------ | ------------------------------ | ---------------- | ----------------------- |
| 1  | 2002   | 58e Rallye de Grande-Bretagne  | Royaume-Uni      | Subaru Impreza WRC 2002 |
| 2  | 2003   | 31e Rallye de Chypre           | Chypre           | Subaru Impreza WRC 2003 |
| 3  | 2003   | 16e Rallye d'Australie         | Australie        | Subaru Impreza WRC 2003 |
| 4  | 2003   | 47e Tour de Corse              | France           | Subaru Impreza WRC 2003 |
| 5  | 2003   | 59e Rallye de Grande-Bretagne  | Royaume-Uni      | Subaru Impreza WRC 2003 |
| 6  | 2004   | 34e Rallye de Nouvelle-Zélande | Nouvelle-Zélande | Subaru Impreza WRC 2004 |
| 7  | 2004   | 51e Rallye de l'Acropole       | Grèce            | Subaru Impreza WRC 2004 |
| 8  | 2004   | 4e Rallye du Japon             | Japon            | Subaru Impreza WRC 2004 |
| 9  | 2004   | 60e Rallye de Grande-Bretagne  | Royaume-Uni      | Subaru Impreza WRC 2004 |
| 10 | 2004   | 1er Rallye de Sardaigne        | Italie           | Subaru Impreza WRC 2004 |
| 11 | 2005   | 54e Rallye de Suède            | Suède            | Subaru Impreza WRC 2004 |
| 12 | 2005   | 19e Rallye du Mexique          | Mexique          | Subaru Impreza WRC 2005 |
| 13 | 2005   | 61e Rallye de Grande-Bretagne  | Royaume-Uni      | Subaru Impreza WRC 2005 |

#### Autres victoires
| # | Saison | Rallye             | Pays    | Voiture        |
| - | ------ | ------------------ | ------- | -------------- |
| 1 | 2010   | Finnskogsvalsen    | Suède   | Citroën C4 WRC |
| 2 | 2010   | Svully Rally Dahbi | Norvège | Citroën C4 WRC |